# Bovy (automerk)

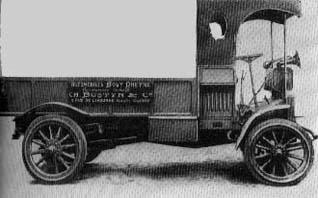
Bovy-vrachtwagen

Bovy is een historisch Belgisch wapen-, fiets-, auto-, vrachtauto- en motorfietsmerk.
A. Bovy, Constructeur, Sainté Marie, Molenbeek, Luik.
Albert Bovy was aanvankelijk wapen- en fietsfabrikant. Rond 1900 werden de eerste motorfietsen geproduceerd. Dit waren in feite fietsen met een Aubier-Dunne 98 cc tweetaktmotortje.
In 1902 volgden transportvoertuigen, later ook personenauto’s in kleine aantallen, maar na de Eerste Wereldoorlog stopte Bovy met de productie van auto's en concentreerde zich het op de vrachtautomarkt.
Vanaf 1920 kwam de motorfietsproductie goed op gang met verschillende modellen die voornamelijk van Britse inbouwmotoren werden voorzien: 100-, 150-, 175- en 250 cc Villiers, 350-, 500- en 600 cc Blackburne, JAP en Python.
Vanaf 1927 werden deze Britse motoren echter te duur en ging men weer over op Franse motorblokken van Aubier-Dunne, van 100 tot 1000 cc. Er kwam ook een 250 cc-model voorzien van een Anzani-motor. In 1929 volgde een 500 cc met MAG-blok.
In 1930 kwamen de Britse blokken weer terug: er werden JAP- en Blackburne-motoren gebruikt, zowel in zij- als kopklep-uitvoering. In de crisisjaren leverde Bovy ook nog een goedkope 100 cc-versie met een Villiers-blokje.
Mogelijk was Bovy in 1930 overgenomen door Brossel. Waarschijnlijk ging het hierbij alleen over de auto-tak van Bovy.